# 青海路 (台中市)
青海路為臺中市重要道路之一，全線位於西屯區，大致呈東西向，共分兩段。東起漢口路一、二段及甘州五街，西抵環中路二段。全線配置雙向四車道。
原還有青海路三段，實際上卻沒有與青海路二段相連接，於是臺中市政府在2004年，將路名改為福科路。

## 行經行政區域
- 西屯區

## 本道路客運
- 本表更新時間為2025年7月28日。

## 沿線設施
（由東至西）
| 編號 | 業者     | 路線                         | 行駛區間       | 備註         |
| ---- | -------- | ---------------------------- | -------------- | ------------ |
| 5    | 全航客運 | 臺中火車站－僑光科技大學     | 逢甲路－黎明路 |              |
| 67   | 中鹿客運 | 臺中區監理所－秀泰影城       | 漢口路－黎明路 |              |
| 68   | 中鹿客運 | 精武車站－捷運四維國小站     | 逢甲路－黎明路 |              |
| 79   | 統聯客運 | 中科管理局－大慶火車站       | 漢口路－河南路 |              |
| 157  | 台中客運 | 文心森林公園－大甲區公所     | 河南路－逢甲路 | 經外埔區公所 |
| 354  | 統聯客運 | 東海路思義教堂－黎明經貿路口 | 黎明路－逢甲路 |              |

|                                                                                  | |
| 一段 漢口路一、二段。甘州五街 - 何厝庄福壽宮 - 臺中市西屯區何厝國民小學 文心路三段 | 二段 - 臺灣銀行西屯分行 - 台中市後備指揮部 - 家樂福青海店 河南路二段 - 三信商銀西屯分行 - 臺中市立至善國民中學 黎明路三段 環中路二段 7 西屯二中彰快速道路 |